# Asanospira
Asanospira es un género de foraminífero bentónico de la familia Haplophragmoididae, de la superfamilia Lituoloidea, del suborden Lituolina y del orden Lituolida. Su especie tipo es Lenticulina? teshioensis. Su rango cronoestratigráfico abarca desde el Cretácico hasta el Oligoceno.

## Discusión
Clasificaciones previas incluían Asanospira en el suborden Textulariina del orden Textulariida, o en el orden Lituolida sin diferenciar el suborden Lituolina.

## Clasificación
Asanospira incluye a las siguientes especies:
- Asanospira gruzdeviensis †
- Asanospira micra †
- Asanospira orlovica †
- Asanospira teshioensis †
- Asanospira victoriensis †